# Apprentissage moteur
 (avril 2011).
« L'apprentissage moteur est un ensemble de processus cognitivo-moteurs associés à la pratique et l’expérience qui conduisent à des changements relativement permanents au niveau de la performance des habiletés motrices ».

## Théorisation de l'apprentissage moteur

### Théorie de l'apprentissage moteur
Les approches basées sur les théories de l’apprentissage moteur tiennent habituellement compte de quatre variables  principales: les étapes d’apprentissage, le type de tâche à réaliser, la pratique et le feedback.
Le processus d’apprentissage moteur comprend trois stades. Le premier est le stade cognitif, c’est-à-dire que l’individu connaît chaque séquence de la tâche à réaliser, mais il ne sait pas exactement comment l’exécuter. Ensuite, il y a le stade associatif, qui correspond au raffinement des habiletés motrices et à la diminution d’erreurs. La performance à la tâche devient aussi plus consistante.  Au stade automatique, le dernier stade, les habiletés motrices sont apprises et maîtrisées, peu d’effort cognitif est demandé.  
La deuxième variable à considérer pour l’apprentissage moteur est le type de tâche. Il est nécessaire de varier la tâche et de modifier l’environnement dans lequel la tâche est exécutée. Les tâches sont classifiées selon deux types, soit ouverte c’est-à-dire qu’elle s’effectue dans un environnement en mouvement et les actes moteurs ne sont pas prévisibles (ex : football), soit fermée c’est-à-dire que l’environnement est stable et les mouvements sont prévisibles (ex : écrire).
La troisième variable est la pratique. En effet, afin d’acquérir les habiletés motrices désirées la personne doit pratiquer de façon répétitive la même tâche. La tâche peut être divisée en ses composantes, elle peut également être pratiquée de façon intensive ou alternée par des pauses. Idéalement, la tâche à pratiquer devrait être intégrée dans la routine quotidienne de la personne pour permettre un meilleur résultat.
La quatrième variable importante est la rétroaction (feedback). La rétroaction est la principale variable qui influence les apprentissages moteurs et il s’agit d’un facteur important pour permettre l’acquisition d’habiletés motrices. La rétroaction peut être apportée sous plusieurs formes, guidance verbale ou manuelle, mais le but reste d’aider la personne à évaluer ses performances et  à ajuster ses actions. La rétroaction peut être intrinsèque; information apportée par le système sensoriel (ex : vision, proprioception, perception tactile) de l’apprenant  ou encore extrinsèque; information apportée par une source externe qui enrichi la rétroaction intrinsèque. Bref, il s’agit des quatre principes importants qui influencent le processus d’apprentissage moteur.
Afin d’acquérir les habiletés motrices,  la quantité de pratique nécessaire est encore inconnue. Par contre, en se fiant sur les évidences de l’approche CO-OP, approche intégrant plusieurs principes de l’apprentissage moteur, environ dix sessions d’entraînement suffiraient à l’apprentissage des habiletés motrices nécessaires pour une tâche spécifique. 

### Théorie de la rétroaction (J.A. Adams, 1971)
Cette théorie suppose l'existence de références internes d'adéquation. Ces références sont des buts à atteindre ou des trajectoires à suivre. C'est the internal reference of correctness. J.A. Adams, en 1971, a utilisé ce terme dans sa théorie sur l'apprentissage moteur. Il propose que l'apprentissage moteur soit le résultat de la congruence de plusieurs processus :
- une mémoire motrice doit déclencher le mouvement ;
- le mouvement induit doit produire des retours sensoriels, qui laissent une trace perceptive dans une autre mémoire ; plus le mouvement est précis, plus cette trace qui est collectée et mémorisée est utile ;
- le système doit comparer le retour sensoriel produit par le mouvement actuel avec la trace perceptive accumulée ;
- finalement, le système doit détecter toute erreur ou différence entre le vrai retour et le retour attendu et corriger le mouvement d'après cette erreur.

La théorie d'Adams implique un apprentissage en boucle fermée pour lequel la précision et la répétition sont importantes pour l'amélioration d'une habileté.
Donc dans la théorie d'Adams c'est la référence que l'on apprend.

## L'apprentissage moteur et lapsychomotricité
La rééducation psychomotrice, qui porte sur les troubles de la motricité de la relation avec les milieux physiques et sociale, s'appuie largement sur les connaissances et les principes mis en évidence dans le domaine de l'apprentissage moteur et du contrôle moteur et plus largement dans ce qu'on appelle la neuropsychologie du mouvement d'après J-M Albaret et J. Corraze. Les troubles psychomoteurs corrélé à des difficultés d'exécution motrice, comme le Trouble Développemental de la Coordination (Dyspraxie de développement) nécessite des protocoles de rééducation psychomoteurs intégrant les théories des schéma. En ce sens, les techniques comme l'entrainement neuromoteur à la tâche (NTT), l'imagerie motrice ou encore la COOP sont des méthodes rééducatives utilisées par les psychomotriciens. La méthode CO-OP a été créée par des ergothérapeutes et basée sur les sciences occupationnelles. Cette méthode a montré ses preuves, si bien que d'autres professionnels que les ergothérapeutes s'en inspirent.

## L'apprentissage moteur et l'ergothérapie
Plusieurs approches utilisées en ergothérapie intègrent les fondements de l’apprentissage moteur qui considère à la fois la personne, l’occupation et l’environnement tout en encourageant l’implication active de l’enfant ou de l’apprenant dans l’acquisition d’habiletés motrices nécessaires à la réalisation d’une tâche ou d’une activité. Bref, le but d’une approche basée sur l’apprentissage moteur est de faciliter le développement maximal des habiletés motrices de la personne. L’ergothérapeute apportera le feedback nécessaire pour permettre à la personne de s’auto-corriger ou d’identifier des stratégies de résolution de problèmes. Dans certaines situations, il aura également à adapter l’environnement pour permettre à l’apprenant de vivre des expériences de succès en fonction des stratégies qu’il utilise ou développe. La méthode CO-OP a été créée par des ergothérapeutes et basée sur les sciences occupationnelles. Cette méthode a montré ses preuves, si bien que d'autres professionnels que les ergothérapeutes s'en inspirent.

## Quelques critiques de l'approche
La théorie de l’apprentissage moteur est souvent décrite comme complexe étant donné les différents facteurs à prendre en considération pour réaliser un programme d’intervention.  Les concepts et les termes utilisés pour décrire cette approche sont considérés comme imprécis, un autre reproche à cette théorie. Par contre, malgré sa complexité et l’imprécision des termes, il s’agit d’une approche accessible et applicable à plusieurs problématiques (pathologiques).